# Sopita Tanasan
| país             = (Yugoslavia)|Tailandia}}
| deporte          = Halterofilia
| club             =
| altura           = 1,54 m
| peso             = 48 kg
|medallista olímpico = sí 
|medallas            =
 Tailandia
Halterofilia femenino

 Juegos Olímpicos 
OroRío de Janeiro 2016[[Anexo:Halterofilia en los Juegos Olímpicos de Río de Janeiro 2016 – Menos de 48 kg femenino|-48 kg femenino]]

}}
Sopita Tanasan (en tailandés: โสภิตา ธนสาร; provincia de Chumphon, 23 de diciembre de 1994) es una levantadora de pesas tailandesa. Compitió en el Campeonato Mundial de Halterofilia de 2013, celebrado en Breslavia (Polonia), en la categoría de menos de 53 kg femenino, ganando una medalla de bronce, y en los Juegos Olímpicos de Río de Janeiro 2016 ganando la medalla de oro en el evento menos de 48 kg femenino, tras levantar 200 kilos.

## Palmarés internacional
| Año                                | Lugar                   | Medalla          | Categoría        |
| Juegos Olímpicos                   | Juegos Olímpicos        | Juegos Olímpicos | Juegos Olímpicos |
| ---------------------------------- | ----------------------- | ---------------- | ---------------- |
| 2016                               | Río de Janeiro (Brasil) | Medalla de oro   | –48 kg           |
| Campeonato Mundial de Halterofilia |                         |                  |                  |
| 2013                               | Breslavia (Polonia)     | Medalla de plata | –53 kg           |
| Universiadas                       |                         |                  |                  |
| 2013                               | Kazán (Rusia)           | Medalla de plata | –53 kg           |